# Infected Mushroom
Infected Mushroom je izraelská hudební skupina hrající převážně psychedelický trance a electronicu. Toto duo bylo založeno v roce 1997 v Haifě producenty Erezem Eisenem a Amitem Duvdevanim.

## Diskografie

### Alba
- The Gathering (1999)
- Classical Mushroom (2000)
- B.P. Empire (2001)
- Converting Vegetarians (2003)
- IM the Supervisor (2004)
- Vicious Delicious (2007)
- Legend of the Black Shawarma (2009)
- Army of Mushrooms (2012)
- Friends on Mushrooms (Deluxe Edition) (2015)
- Converting Vegetarians II (2015)
- Return to the Sauce (2017)
- Head of NASA and the 2 Amish Boys (2018)[2]
- More than Just a Name (2020)
- IM25 (2022)
- Reborn (2024)

### EPa singly
- Intelligate EP (1999)
- Bust a Move EP (2001)
- Classical Mushroom EP (2001)
- "B.P. Empire" EP (2001)
- "Birthday" (feat. Berry Sakharof) (2002)
- "Deeply Disturbed" (2003)
- "Songs From The Other Side" (2003)
- "Cities of the Future" (2004)
- "Stretched" (2005)
- "Becoming Insane" (2007)
- "Riders On The Storm" (2007)
- "Smashing The Opponent" (2009)
- "Killing Time" (2010)
- "One Day" (with Matisyahu) (2010)
- "Deck & Sheker" (2010)
- "Pink Nightmares" (2011)
- "I'm Alive" (with Paul Oakenfold) (2011)
- U R So F****d" / "U R So Smart (2012)
- "Evilution" (with Datsik feat. Jonathan Davis) (2012)
- "Nation of Wusses" / "Nation of Wusses Remixes" (2012)
- "Atid Matok" (with Mashina) (2012)
- "Friends on Mushrooms, Vol. 1" (2013)
- "Never Mind" (2013)
- "See Me Now" (2013)
- "Shine On (Karetus Remix)" (with Felguk) (2013)
- "Friends on Mushrooms, Vol. 2" (2013)
- "Friends on Mushrooms, Vol. 3" (2014)
- "Psycho (Loud & Domestic 2015 Remix)" (2015)
- "Fields of Grey" (feat. Sasha Grey) (2015)
- "Koh Phangan" (with Hatikva 6) (2016)
- "Ad Or Sheyale" (with Avraham Tal) (2016)
- "Liquid Smoke" (2016)
- "Nutmeg" (2016)
- "Spitfire" (2017)
- "IM21 (Part 1)" (2018)
- "Walking on the Moon" (2018)
- "Bliss on Mushrooms feat. Miyavi" (2018)
- "Guitarmass" (2018)
- "Lost in Space" (2018)
- "Do It" (2019)
- "Kababies" (2019)
- "Ani Mevushal" (2020)
- "Freedom Bill" (2020)
- "Only Solutions" (2020)
- "Anything & Everything (Remix) (2020)
- "Shroomeez" (2021)
- "La Trib Ani Utruch" (2022)
- "A Cookie from Space" (2022)
- "Black Velvet" (2022)
- "Kill to Feel" (2023)

### Videoklipy
| Rok  | Píseň                                          |  |
| ---- | ---------------------------------------------- |  |
| 2003 | "Deeply Disturbed"                             |  |
| 2006 | "Becoming Insane"                              |  |
| 2009 | "Smashing The Opponent"                        |  |
| 2010 | "Killing Time (Infected Trance Remix)"         |  |
| 2011 | "Pink Nightmares"                              |  |
| 2012 | "U R So F*cked"                                |  |
| 2012 | "Evilution (with Datsik feat. Jonathan Davis)" |  |
| 2016 | "Legal Eyes (with Hadag Nahash)"               |  |
| 2017 | "Becoming Insane (Remix feat. WARRIORS)        |  |

### Tracky vyšlé na kompilacích
- Acid Killer
- Angel Jonathan
- Anyone Else But Me
- Arabian Knights On Mescaline
- Baby Killer
- Blue Rhythmic Night
- Cat On Mushroom
- Classical Mushroom2
- Coolio Remix
- Crazy D
- Dainai
- Devil
- Dirty 80's
- Doremifas
- Double Click
- Dream Theatre
- Electro Panic
- Elm
- Evadawn
- Expose
- Facing
- For The People
- Gravity Waves Rmx
- I See Myself
- Intelligate
- Into The Matrix
- Look At Me
- Lo Ra
- LSD Story (Duvdev Rmx)
- Merlin
- Millions OF Miles Away Remix
- Ministry of Angels
- Montoya
- Monster (Remix)
- Muddy Effect
- My Mummy Said
- Now Is The Time (Duvdev Solo)
- One Absolute
- Overload
- Power Of Celtics
- Psycho Live Mix
- Red Filter
- S is Here
- Scotch
- Smahutta
- Small Moves
- Symphonatic
- The Fly
- The Messenger
- Tiwanacu
- Voices
- Waves of sound
- Where Is S
- Wider
- 9%
- You Don't Exist